# Rubus amamianus
Rubus amamianus är en rosväxtart som beskrevs av Sumihiko Hatusima och Ohwi. Rubus amamianus ingår i släktet rubusar, och familjen rosväxter. Inga underarter finns listade i Catalogue of Life.